# (4543) Phoinix
(4543) Phoinix ist ein Asteroid aus der Gruppe der Jupiter-Trojaner. Damit werden Asteroiden bezeichnet, die auf den Lagrange-Punkten auf der Bahn des Jupiter um die Sonne laufen. (4543) Phoinix wurde am 2. Februar 1989 von der US-amerikanischen Astronomin Carolyn Shoemaker entdeckt. Er ist dem Lagrangepunkt L4 zugeordnet.
Benannt ist der Asteroid nach dem mythologischen griechischen Krieger und Erzieher des Achilleus, Phoinix.